# Caricaceae
Le Caricacee (Caricaceae Dumort.) sono una piccola famiglia di arbusti (raramente liane) appartenenti all'ordine Brassicales diffusi, allo stato selvatico, in America centrale e meridionale e in Africa equatoriale. Alcune specie sono coltivate in tutte le regioni del mondo a clima tropicale o temperato.

## Tassonomia
In questa famiglia sono riconosciuti sei generi:
- Carica L.
- Cylicomorpha Urb.
- Horovitzia V.M.Badillo
- Jacaratia A.DC.
- Jarilla Rusby
- Vasconcellea A.St.-Hil.

Il sistema Cronquist assegnava questa famiglia all'ordine Violales.